# Quero (bicchiere)

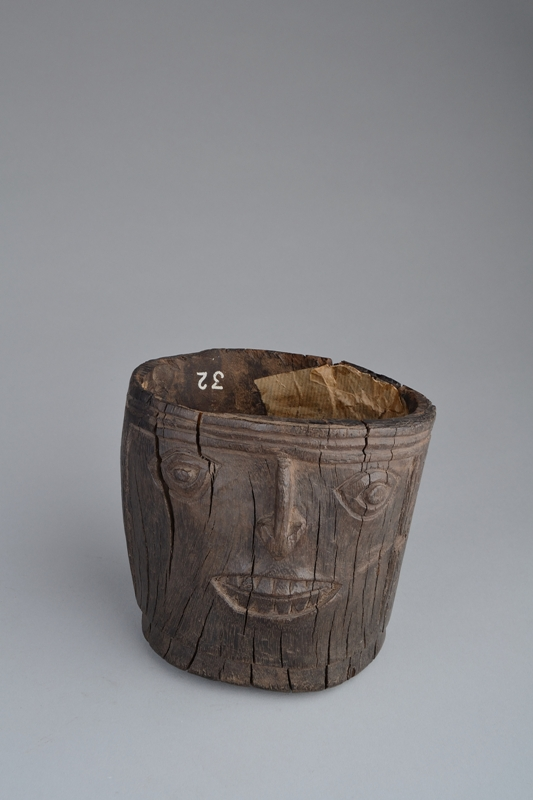
Raccolte Extraeuropee - PAM00032 - Perù - Cultura Huari

Il Quero è un bicchiere di legno di uso cerimoniale di alcune culture Precolombiane. Ha forma troncoconica, più largo alla bocca che alla base, è tipico di varie civiltà andine. 

## Storia
In documenti dei secoli XVIII e XIX era anche citato come bebedor de palo, vaso de palo e cáliz de madera.
Un qiru (anche scritto kero, quero, localmente talvolta qero) è un antico recipiente incaico per bere liquidi come l'alcol, o più specificatamente, la chicha. Può essere di legno, ceramica, argento od oro. Erano utilizzati tradizionalmente nelle feste andine.
I qiru eran decorati nel primo strato con una protezione superficiale sulla coppa. Dopo, la protezione era imbottita con una miscela duratura, resistente all'acqua, di resina vegetale e pigmenti quali il cinabro. Le linee, finemente incise si riunivano nei punti d'intersezione, creando forme come triangoli, quadrati. Le forme erano organizzate in due, tre o quattro registri orizzontali.
Alcuni di loro erano generalmente decorati con disegni geometrici lussuosi, dipinti a mano, che seguivano le tecniche tradizionali della ceramica Pisac. 
Altri, tuttavia, possono essere dipinti con scene narrative che potrebbero essere avvenimenti storici veritieri. Molte volte sono singoli, altre si ritrovano insieme ad altri tipi di ceramica peruviana. La produzione del qiru raggiunse il suo apogeo tra il 1000 e il 1200 d.C., però continuò dopo il contatto con gli europei. I qiru si trovano comunemente a Moquegua, Perú, nel cui Museo Contisuyo vi è una loro esposizione. 
Gli incas fabbricavano questi vasi tipicamente a coppie identiche, seguendo il modo con il quale due persone vogliono bere insieme, ed entrambi i qiru avevano forme e decorazioni simili.